# Komet LONEOS 6
Komet LONEOS 6 ali 182P/LONEOS je periodični komet z obhodno dobo okoli 5,0 let.
.
 Komet pripada Jupitrovi družini kometov. Spada med blizuzemeljska telesa (Near Earth Object ali NEO) .

## Odkritje
Komet so odkrili 17. novembra 2001 v projektu LONEOS.